# Seitaro Tomisawa
Seitaro Tomisawa (født 8. juli 1982) er en japansk fodboldspiller.